# ديفيد نورييغا رودريغيز
ديفيد نورييغا رودريغيز هو سياسي أمريكي، ولد في 1945 في بورتوريكو في الولايات المتحدة، وتوفي في 4 مايو 2013 في سان خوان في الولايات المتحدة بسبب سرطان البنكرياس. نشط حزبياً في Movimiento Unión Soberanista ‏.